# Eubalichthys quadrispinis
Eubalichthys quadrispinis är en fiskart som beskrevs av Lee Milo Hutchins 1977. Eubalichthys quadrispinis ingår i släktet Eubalichthys och familjen filfiskar. Inga underarter finns listade i Catalogue of Life.